# Phyllachora africana
Phyllachora africana är en svampart som beskrevs av Parbery 1971. Phyllachora africana ingår i släktet Phyllachora och familjen Phyllachoraceae.   Inga underarter finns listade i Catalogue of Life.